# منطقه کلان‌شهری آلبوکرکی
منطقه کلان‌شهری آلبوکرکی (به انگلیسی: Albuquerque metropolitan area) یک منطقه کلان‌شهری در ایالات متحده آمریکا است که در نیومکزیکو واقع شده‌است. منطقه کلان‌شهری آلبوکرکی ۹۰۹٬۹۰۶ نفر جمعیت دارد.